# Scybalium
Scybalium é um género de plantas com flores pertencentes à família Balanophoraceae.
A sua distribuição nativa é no Caribe e da América do Sul Ocidental.
Espécies:
- Scybalium depressum (Hook.f.) Eichler
- Scybalium fungiforme Schott & Endl.
- Scybalium glaziovii Eichler
- Scybalium jamaicense (Sw.) Schott & Endl.